# Rosa de Santana Lopes
Rosa de Santana Lopes, segona baronessa de Santana, (São Sebastião, c.1804 - Rio de Janeiro, 18 de desembre de 1884) va ser una noble brasilera.
Era filla del capità Manuel de Santana Lopes i d'Engrácia Maria de Toledo Ribas.
Va ser dama del palau, on va participar en l'educació de la princesa Isabel, que li anomenava mãe Rosa, i de la seva germana, la princesa Leopoldina. Va ser nomenada dama del Palau imperial per decret del 7 d'agost de 1846, i més tard institutriu de les princeses de Pere II del Brasil. Molt educada i benèvola, va tenir un gran èmfasi en el Palau, on va ser una benefactora de tothom. Tocava el contrabaix.
Va ser agraciada amb el títol de baronessa el 23 de setembre de 1874, «en atenció als rellevants serveis prestats en l'exercici de les seves funcions». Va morir soltera i va ser enterrada al Cementiri de São João Batista, a Rio de Janeiro.